# Netlog
Netlog (precedentemente chiamato Facebox e Bingbox) è stato un social network che si rivolgeva in particolare alla gioventù europea.

## Storia
A partire da settembre 2006 oltre 60 milioni di persone si sono registrate su Netlog.com, di queste 2,2 milioni sulla versione inglese del sito. Netlog si colloca intorno al 700º posto nella classifica dei siti più popolari secondo Alexa Internet. Dal 12 settembre 2014, Netlog è stato integrato con Twoo (twoo.com è stato chiuso a sua volta il 30 giugno 2022), un sito strutturato in maniera molto simile al più famoso Badoo. Dall'aprile 2015 il sito originale è offline e sulla homepage di netlog.com non rimane che un ringraziamento agli utenti che l'hanno utilizzato per anni. Ad oggi (sett. 2023), gli utenti Twoo, ex Netlog, sono rediretti dalla vecchia homepage, ad iscriversi su Plenty of Fish.

## Caratteristiche
I membri di Netlog potevano creare una loro pagina web, estendere la propria rete sociale, pubblicare playlist musicali, condividere video, postare blog e unirsi a gruppi chiamati "clan". L'utente registrato aveva anche vari strumenti di gestione del profilo, come la lista di amici (ovvero utenti preferiti), un libro degli ospiti (guestbook) da inserire come accessorio (widget) nel proprio profilo, una panoramica riguardante gli ultimi visitatori e gli ultimi profili visitati o quello per lanciare un Urlo, ovvero un disclaimer, in homepage. Inoltre era anche possibile mettere foto e urla "sotto i Riflettori", cioè un modo da farsi vedere in prima pagina e quindi un modo più semplice per essere visti da altri utenti di Netlog.
Ogni utente, all'atto della registrazione al sito, acconsentiva di seguire determinate norme contro razzismo, comportamenti offensivi e/o indisciplinati e pornografia, al fine di garantire a tutti gli utenti (anche minorenni) una piacevole e sicura navigazione.

## Violazione della sicurezza
Il 22 luglio 2018 è stata resa pubblica una violazione avvenuta nel novembre 2012 che ha compromesso gli account di un numero non specificato di utenti della piattaforma. Gli utenti sono stati invitati, nel caso la combinazione di email e password utilizzati su Netlog fossero usati anche in altri contesti, a modificare le password su tali piattaforme e sono stati dati alcuni suggerimenti in merito alla gestione maggiormente sicura degli accessi.

## Localizzazione
Netlog possedeva una tecnologia di localizzazione che assicurava che tutti i contenuti fossero personalizzati a seconda del profilo di ogni membro. Questo permetteva ad ogni utente di poter effettuare ricerche personalizzate e di ottenere una visione d'insieme sulla comunità, facendo in modo che fossero mostrati solo i profili di quei membri provenienti da una determinata regione o che avessero altre specifiche caratteristiche.

## Lingue disponibili
- Afrikaans
- Arabo
- Bulgaro
- Catalano
- Cinese
- Ceco
- Danese
- Olandese
- Inglese

- Finlandese
- Francese
- Tedesco
- Ungherese
- Ucraino
- Italiano
- Lituano
- Norvegese
- Polacco

- Portoghese
- Romeno
- Russo
- Slovacco
- Sloveno
- Spagnolo
- Svedese
- Turco
- Giapponese